# Patricia Petibonová
Patricia Petibon (* 27. února 1970, Montargis) je francouzská koloraturní sopranistka.

## Životopis
Studovala zpěv na Národní konzervatoři hudby a tance v Paříži, kde v roce 1995 získala první cenu.
Její repertoár zahrnuje francouzskou barokní a klasickou hudbu. Zpívá také árie např. od Georga Friedricha Händela, Mozarta, ale i od moderních skladatelů jako jsou Poulenc, Bernstein, Copland nebo Bacri.
Spolupracovala s dirigenty jako např. William Christie (zejména s jeho barokním souborem Les Arts Florissants), John Eliot Gardiner, Marc Minkowski, Nikolaus Harnoncourt, Daniel Harding, s režisérem Bobem Wilsonem nebo s rakouským souborem Concertus Musicus Wien. V roce 1996 debutovala v Národní pařížské opeře s operou Jeana-Philippe Rameaua Hippolitus a Aricia. Kromě mnoha ženských rolí, které představují naivní nebo extravagantní ženy, ztvárňuje i tragické postavy, jako např. titulní roli v opeře Lulu od Albana Berga, se kterou debutovala v roce 2010 v Barceloně.

## Diskografie

### Sólo
- Airs baroques français, avec Patrick Cohën-Akenine, Les Folies françoises (2002)
- Les Fantaisies de Patricia Petibon (2004)
- French Touch (2004)
- Amoureuses (2008)
- Rosso (2010)
- Melancolia (2011)
- Nouveau Monde (2012)

### Opery
- Georg Friedrich Haendel – Acis et Galatée – William Christie, Les Arts Florissants (1990), Damon
- Étienne Nicolas Méhul – Stratonice, Christie, (1996), Stratonice
- Stefano Landi – Il Sant'Alessio, Christie, (1996), Alessio
- Jean-Philippe Rameau – Hippolyte et Aricie, Christie (1997), Une Prêtresse / Une Bergère
- Léo Delibes – Lakmé, Michel Plasson, Chœur & Orchestre du Capitole de Toulouse (1998), Ellen
- Antonio Caldara – La Passione di Gesù Cristo Signor Nostro, Fabio Biondi, Europa Galante (1999), Maddalena
- Wolfgang Amadeus Mozart – L'enlèvement au sérail, Christie, (1999), Blonde
- Jules Massenet – Werther, Antonio Pappano, (1999), Sophie
- Joseph Haydn – Armida, Nikolaus Harnoncourt (2000), Zelmira
- Jacques Offenbach – Orphée aux Enfers, Marc Minkowski (2002), Cupidon
- Marc-Antoine Charpentier – La Descente d'Orphée aux Enfers, Christie, (2005), Daphné
- Niccolò Jommelli – Armida abbandonata, Christophe Rousset, Les Talens Lyriques (2005), Ubaldo, un valet
- Joseph Haydn – Orlando Paladino, Harnoncourt (2006), Angelica
- Jacques Offenbach – Les Contes d'Hoffmann, (2006), Olympia
- Ferdinand Hérold – Zampa, (2008), Camille
- Carl Orff – Carmina Burana, Daniel Harding, (2010)